# Isabela Merced
Isabela Merced, precedentemente nota come Isabela Moner, pseudonimo di Isabela Yolanda Moner Pizarro (Cleveland, 10 luglio 2001), è un'attrice statunitense di origini peruviane, famosa grazie al ruolo di CJ Martin nella serie televisiva di Nickelodeon 100 cose da fare prima del liceo.

## Biografia
Isabela nasce a Cleveland, Ohio, figlia di Katherine, nata a Lima, in Perù, e Patrick Moner, nato in Louisiana. Merced ha dichiarato che lo spagnolo è la sua prima lingua, e ha imparato l'inglese quando ha iniziato la scuola elementare, aggiungendo che si considera più peruviana che americana. Desiderosa sin da giovanissima di diventare un'attrice, ispirata dai film di Shirley Temple e Judy Garland, Isabela inizia teatro all'età di 6 anni. Merced ha esordito a Broadway all'età di 10 anni con il musical di Evita, in cui ha cantato in spagnolo con Ricky Martin.
Inizia la sua carriera nel 2014, recitando nella miniserie televisiva Growing Up Fisher. Nello stesso anno viene scelta dal produttore Scott Fellows per interpretare il ruolo di CJ Martin nella serie Nickelodeon 100 cose da fare prima del liceo, mantenuto fino al 2016. Nel 2015 recita al fianco di Jace Norman nel film Adam & Adam, sempre per Nickelodeon.
Nel 2015 ha pubblicato il suo primo album, dal titolo Stopping Time. Nel 2016 recita nel film Scuola media: gli anni peggiori della mia vita. Nello stesso anno viene scelta come una dei protagonisti del quinto film di Transformers, distribuito nel 2017. Nel 2018 ottiene la parte di Isabel nel secondo capitolo di Sicario, Sicario: Day of the Soldato, e appare anche in Instant Family, commedia scritta e diretta da Sean Anders. 
Interpreta il film live action Dora e la città perduta, uscito ad agosto 2019, in cui impersona Dora, personaggio cui aveva già prestato la voce nella serie animata Dora and Friends in città, tra il 2014 e il 2015. Recita nel film di Natale, Let It Snow - Innamorarsi sotto la neve, uscito nel gennaio 2019. Il 14 ottobre dello stesso anno, Isabela annuncia ai suoi fan, attraverso un post sul suo account Instagram, che ha deciso di cambiare il nome d'arte in Isabela Merced, in memoria della sua defunta nonna che non aveva mai incontrato. Merced in seguito ha spiegato che non aveva cambiato legalmente il suo nome e ha detto che era "solo un nome d'arte ma ha un significato più profondo". Il 25 ottobre successivo, viene pubblicato il singolo Papi, seguito dal video musicale, pubblicato il 6 novembre dello stesso anno. Il 22 maggio 2020 viene pubblicato il suo primo EP The Better Half of Me, da cui viene estratto il singolo Apocalipsis. Nel 2021 ha recitato come seconda protagonista insieme a Jason Momoa nel film su Netflix Sweet Girl.
Nel 2023 viene scelta come interprete della supereroina Hawkgirl (Kendra Saunders) per il film Superman (diretto da James Gunn), primo capitolo del nuovo universo cinematografico della DC, previsto per l'11 luglio 2025. Nello stesso anno ha ottenuta anche il ruolo di una supereroina della Marvel, Araña (Anya Corazon), nel quarto film del Sony's Spider-Man Universe Madame Web, diretto da S. J. Clarkson, previsto per il 14 febbraio 2024. Nel marzo 2023 entra nel cast del film horror fantascientifico Alien: Romulus, diretto da Fede Álvarez, uscito nell'agosto 2024.
Nel 2025 entra a far parte nel cast della seconda stagione della serie HBO The Last of Us nel ruolo di Dina.
Il 13 dicembre 2024 pubblica il suo nuovo singolo Cuffing Season. Il 18 dicembre dello stesso anno è uscito il video musicale della canzone.

## Filmografia

### Attrice

#### Cinema
- The House That Jack Built, regia di Henry Barrial (2013)
- Fearleaders, regia di Ian Pfaff - cortometraggio (2015)
- Scuola media: gli anni peggiori della mia vita (Middle School: The Worst Years of My Life), regia di Steve Carr (2016)
- Transformers - L'ultimo cavaliere (Transformers: The Last Knight), regia di Michael Bay (2017)
- Soldado (Sicario: Day of the Soldado), regia di Stefano Sollima (2018)
- Instant Family, regia di Sean Anders (2018)
- Dora e la città perduta (Dora and the Lost City of Gold), regia di James Bobin (2019)
- Let It Snow - Innamorarsi sotto la neve (Let it Snow), regia di Luke Snellin (2019)
- Sweet Girl, regia di Brian Andrew Mendoza (2021)
- Il padre della sposa - Matrimonio a Miami (Father of the Bride), regia di Gary Alazraki (2022)
- Rosaline, regia di Karen Maine (2022)
- Madame Web, regia di S. J. Clarkson (2024) - Anya Corazon / Araña
- Tartarughe all'infinito (Turtles All the Way Down), regia di Hannah Marks (2024)
- Alien: Romulus, regia di Fede Álvarez (2024)
- Superman, regia di James Gunn (2025) - Kendra Saunders / Hawkgirl

#### Televisione
- Growing Up Fisher – serie TV, 7 episodi (2014)
- Adam & Adam (Splitting Adam), regia di Scott McAboy - film TV (2015)
- Nickelodeon's Ho Ho Holiday Special, regia di Jonathan Judge - film TV (2015)
- 100 cose da fare prima del liceo (100 Things to Do Before High School) – serie TV, 25 episodi (2014–2016)
- Le leggende del tempio nascosto (Legends of the Hidden Temple), regia di Joe Menendez – film TV (2016)
- The Last of Us – serie TV, 6 episodi (2025)

### Doppiatrice

#### Cinema
- Nut Job - Tutto molto divertente (The Nut Job 2: Nutty by Nature), regia di Cal Brunker (2017)
- Spirit - Il ribelle (Spirit Untamed), regia di Elaine Bogan (2021)
- Prendi il volo (Migration), regia di Benjamin Renner e Guylo Homsy (2023)

#### Televisione
- Dora and Friends in città (Dora and Friends: Into the City) – serie TV, 12 episodi (2014–2015)
- Maya e i tre guerrieri (Maya and the Three), regia di Jorge R. Gutiérrez, miniserie TV, 4 episodi (2021)
- Spirit & Friends - serie animata, 6 episodi (2022)

#### Videogiochi
- Kingdom Hearts HD 2.8 Final Chapter Prologue, regia di Tetsuya Nomura e Tai Yasue (2017)
- DreamWorks Spirit Lucky's Big Adventure, regia di Kathy A. Bucklin, Margaret Tang e Juan Raigada (2021)

## Teatro
- Evita, regia di Michael Grandage, Marquis Theatre, New York (2012-2013)

## Discografia

### Album in studio
- 2015 - Stopping Time

### EP
- 2020 - The Better Half of Me

### Singoli
- 2015 -  Dream About Me
- 2015 - Halo
- 2018 - My Only One - No Hay Nadie Más (con Sebastian Yatra)
- 2018 - I'll Stay
- 2018 - Lista de Espera ft. Matt Hunter
- 2019 - Papi
- 2020 - Apocalipsis
- 2020 - Lovin Kind
- 2020 - Todo Está Bien
- 2020 - Chocolate
- 2020 - The Chase
- 2020 - Don't Go (con Danna Paola)
- 2020 - Caliente Navidad
- 2021 – Fearless (con Eiza)
- 2022 – Agonia (con Kayfex)
- 2024 - Cuffing Season

## Videografia

### Videoclip
- 2015 - Dream About Me
- 2015 - Halo
- 2015 - Every Girl
- 2015 - Count on Me
- 2015 - Wonderwall
- 2018 - Lista De Espera (con Matt Hunter)
- 2018 - I'll Stay (Lyric Version)
- 2019 - Papi
- 2020 - Apocalipsis
- 2020 - Don't Go (con Danna Paola), regia di Galen Hooks e Charlie Nelson Moreno
- 2024 - Cuffing Season

## Riconoscimenti
- Imagen Awards
  - 2015 - Candidatura alla miglior giovane attrice
  - 2016 - Miglior attrice giovane
  - 2019 - Migliore attrice
- CinemaCon Award
  - 2017 - Stella nascente dell'anno
- Teen Choice Award
  - 2017 - Candidatura alla Choice Summer Movie Actress
- Young Artist Award
  - 2017 - Candidatura al Miglior giovane cast
  - 2019 - Migliore giovane attrice protagonista

## Doppiatrici italiane
Nelle versioni in italiano delle opere in cui ha recitato, Isabela Merced è stata doppiata da: 
- Margherita De Risi in Transformers - L'ultimo cavaliere, Instant family, Dora e la città perduta, Let It Snow - Innamorarsi sotto la neve, Sweet Girl, Alien: Romulus, Superman
- Lucrezia Marricchi in 100 cose da fare prima del liceo, Scuola media: gli anni peggiori della mia vita, Le leggende del tempio nascosto
- Emanuela Ionica in Soldado, The Last of Us
- Francesca Bielli in Adam & Adam
- Alice Venditti in Rosaline
- Vittoria Bartolomei in Madame Web

Da doppiatrice è sostituita da:
- Giulia Franceschetti in Dora and Friends in città
- Monica Ward in Nut Job 2 - Tutto molto divertente
- Lucrezia Marricchi in Spirit - Il ribelle (dialoghi)
- Chiara Bono in Spirit - Il ribelle (canto)
- Sara Ciocca in Prendi il volo